# Шији (Горња Савоја)
Шији (фр. Chilly) насеље је и општина у источној Француској у региону Рона-Алпи, у департману Горња Савоја која припада префектури Сен Жилијен ан Женвоа.
По подацима из 2011. године у општини је живело 1118 становника, а густина насељености је износила 60,17 становника/km². Општина се простире на површини од 18,58 km². Налази се на средњој надморској висини од 483 метара (максималној 730 m, а минималној 327 m).

## Демографија
| 1962. | 1968. | 1975. | 1982. | 1990. | 1999. | 2011. |
| ----- | ----- | ----- | ----- | ----- | ----- | ----- |
| 613   | 574   | 626   | 669   | 740   | 939   | 1.118 |

График промене броја становника у току последњих година